# Johan Vanden Eede
Johan Vanden Eede (1958) is een Vlaams tekstdichter, componist en producer. Vanden Eede is werkzaam bij Studio 100.
Hij studeerde piano aan het conservatorium en was eerst actief als leerkracht en freelance componist. Een van zijn vroegst bekende composities is het Chiro-lied "Tuimeling" uit 1980. Verder componeerde hij heel wat tunes van Vlaamse televisieprogramma's. Later werd hij televisieproducer bij de toenmalige BRT. Onder andere De Droomfabriek werd door hem geproduceerd. Na de opstart van Studio 100 werd hij door Gert Verhulst verzocht het bedrijf te vervoegen.
Hij is sinds 1990 de componist en/of producer van meerdere nummers van Samson en Gert, maar ook van onder andere Spring, Kabouter Plop, Mega Mindy en Niels Destadsbader.
Hij schreef ook de nummers voor de musicals Sneeuwwitje, Assepoester, Pinokkio, Robin Hood, Doornroosje en De Drie Biggetjes. Hij schreef ook muziek voor de televisieprogramma's Samson en Gert, Kabouter Plop, Big en Betsy , Piet Piraat, Spring, TopStars, Mega Mindy, Het Huis Anubis, Amika, Dobus, Slot Marsepeinstein, De grote Van Leemhuyzen quiz en Maya de Bij

## Discografie als componist

### Samson en Gert
- Zing zelf 6 Samsonhits (1991)
- Samson (1991)
- Samson 2 (1992)
- Samson & Gert 3 (1993)
- Samson & Gert 4 (1994)
- Samson & Gert 5
- Samson & Gert 5 - Feest-cd (1995)
- Samson & Gert 6 (1996)
- Samson & Gert 7 (1997)
- Samson & Gert 8 (1998)
- Samson & Gert 9 (1999)
- Samson & Gert 10 (2000)
- De wereld is mooi! (2001)
- Oh la la la! (2002)
- Jiepie-ja-hee (2003)
- Hotel op stelten (2008)
- 20 jaar Samson & Gert - 4-dubbele-cd-box (2010)
- 25 jaar Samson & Gert - 2 cd's + dvd (2015)

### Kabouter Plop
- Plop 1 (1998)
- Plop 2 (1999)
- Plop 3 (2000)
- Sjoebi doebi dabidee (2001)
- Kabouterkriebels (2003)
- Alle liedjes uit de Plopfilms (2005)
- 10 jaar hits (2007)

### Piet Piraat
- Piet Piraat is op vakantie (2004)
- Piet Piraat en de betoverde kroon (2005)
- Piet Piraat en het zwaard van Zilvertand (2008)

### Spring / Topstars
- Spring (2003)
- Vrije val (2004)
- Open je hart (2006)
- De allergrootste hits (2006)
- Topstars (2006)

### Mega Mindy
- Mega Mindy (2007)
- Tijd voor Mega Mindy (2009)

### Amika
- Amika (2009)
- Amika en ik (2010)

### Ghost Rockers
- Ghost Rockers (2015)
- De Beat (2016)
- Voor Altijd? (2017)
- De Finale (2017)

### Musicals
- Sneeuwwitje (1998)
- Assepoester (1999)
- Pinokkio (2000)
- Robin Hood (musical) (2001)
- Doornroosje (2002)
- De 3 biggetjes (2003)
- De kleine zeemeermin (2004)
- Wickie de musical (2015)

### Andere
- Het Huis Anubis (2006)
- Het Huis Anubis en de Vijf van het Magische Zwaard (2010)
- Slot Marsepeinstein (2010)
- Bobo (2011)
- Rox (2011)
- Jabaloe (2012)
- Wickie De Viking (2013)
- Maja de Bij (2014)
- Nachtwacht (2018)

- International Standard Name Identifier: 0000 0003 9576 6908
- MusicBrainz: 738a9efe-9998-49ba-a8f7-77a7c0bdbbb8
- Nederlandse Thesaurus van Auteursnamen: 244742006
- Virtual International Authority File: 290584780
- WorldCat: E39PBJd8bCyJQrjBkjWGFPj3cP